# Custos rotulorum del Cambridgeshire
Quella che segue è una lista dei custos rotulorum del Cambridgeshire.
- Sir John Hynde p. del 1544–1550
- Sir James Dyer p. del 1558 – aft. 1564
- Roger North, II barone North p. del 1573 – 1600
- Sir John Cotton 1600–1617
- Sir Edward Peyton, II baronetto 1617–1618
- Sir John Cotton 1618–1621
- Sir John Cutts 1621–1636
- Sir Thomas Chicheley 1642–
- interregno
- Sir Thomas Chicheley 1660–1689
- Edward Russell, I conte di Orford 1689–1727

Dal 1715 la carica di custos rotulorum del Cambridgeshire coincise con quella di lord luogotenente del Cambridgeshire. Per vedere gli altri custos rotulorum del Cambridgeshire vedi la pagina lord luogotenente del Cambridgeshire.